# Roman Palester
Roman Palester (Śniatyń, Ucrania, 28 de diciembre de 1907 - París, 25 de agosto de 1989) fue un compositor polaco de música clásica. A lo largo de su vida residió en varias ciudades, entre ellas Varsovia, Cracovia, París y Munich. Escribió algunas de sus partituras más importantes entre 1960 y 1970. En 1962 su obra Smierc Don Juana, 1959 - 1961 (La muerte de Don Juan), obtuvo el primer premio del concurso para obras dramáticas musicales organizado por la sección italiana de la International Contemporary Music Society. En 1964 recibió el premio Alfred Jurzykowski. Su obra tiene un estilo personal y no está adscrita a ninguna escuela.

## Selección de obras
- "Psalm V", para barítono, coro mixto y orquesta, 1931.
- "A Dance from Osmoloda" para orquesta sinfónica, 1933.
- "Sinfonía número 1", para orquesta, 1935.
- "The Song of the Earth", ballet en 3 escenas, 1937.
- "Concertino" para saxofón alto y cuerda, 1938.
- "Nocturno" para orquesta de cuerda, 1947.
- "Requiém" para cuatro voces solistas, coro y orquesta, 1947.
- "El Vistula", Cantata para voz y orquesta, 1948.
- "Passacaglia", para orquesta (1957)
- "La muerte de Don Juan", para orquesta, 1963.
- "Tres poemas por Czesław Miłosz" para soprano y 12 instrumentos, 1977.
- "Concierto para viola y orquesta", 1978.
- "Hymnus pro gratiarum actione", para coro y conjunto instrumental, 1979.
- "Sinfonía número 5", 1981.
- "Letters to Mother", Cantata para barítono y orquesta de cámara, 1984.